# Pempheris
Pempheris es un género de peces de la familia Pempheridae, del orden Perciformes. Este género marino fue descrito científicamente en 1829 por Georges Cuvier.

## Especies
Especies reconocidas del género:
- Pempheris adspersa Griffin, 1927
- Pempheris adusta Bleeker, 1877
- Pempheris affinis McCulloch, 1911
- Pempheris analis Waite, 1910
- Pempheris andilana J. E. Randall & Victor, 2015[2]
- Pempheris argyrea J. E. Randall & Victor, 2015[2]
- Pempheris bexillon Mooi & J. E. Randall, 2014[3]
- Pempheris bineeshi J. E. Randall & Victor, 2015[2]
- Pempheris bruggemanni J. E. Randall & Victor, 2015[2]
- Pempheris compressa (J. White, 1790)
- Pempheris connelli J. E. Randall & Victor, 2015[2]
- Pempheris convexa J. E. Randall & Victor, 2014[4]
- Pempheris cuprea J. E. Randall & Victor, 2014[4]
- Pempheris darvelli J. E. Randall & Victor, 2014[4]
- Pempheris eatoni J. E. Randall & Victor, 2014[4]
- Pempheris ellipse J. E. Randall & Victor, 2015[2]
- Pempheris familia Koeda & Motomura, 2017
- Pempheris flavicycla J. E. Randall, Satapoomin & Alpermann, 2013[5]
  - P. f. flavicycla J. E. Randall, Satapoomin & Alpermann, 2013[5]
  - P. f. marisrubri J. E. Randall, Bogorodsky & Alpermann, 2013[5]
- Pempheris gasparinii H. T. Pinheiro, Bernardi & L. A. Rocha, 2016[6]
- Pempheris hadra J. E. Randall & Victor, 2015[2]
- Pempheris heemstraorum J. E. Randall & Victor, 2015[2]
- Pempheris hollemani J. E. Randall & Victor, 2015[2]
- Pempheris ibo J. E. Randall & Victor, 2015[2]
- Pempheris japonica Döderlein (de), 1883
- Pempheris klunzingeri McCulloch, 1911
- Pempheris kruppi J. E. Randall, Victor & Aideed, 2015[2]
- Pempheris kuriamuria J. E. Randall & Victor, 2015[2]
- Pempheris leiolepis J. E. Randall & Victor, 2015[2]
- Pempheris malabarica G. Cuvier, 1831[7]
- Pempheris mangula G. Cuvier, 1829
- Pempheris megalops J. E. Randall & Victor, 2015[2]
- Pempheris micromma J. E. Randall & Victor, 2015[2]
- Pempheris molucca G. Cuvier, 1829
- Pempheris multiradiata Klunzinger, 1879
- Pempheris muscat J. E. Randall & Victor, 2015[2]
- Pempheris nesogallica G. Cuvier, 1831[8]
- Pempheris nyctereutes D. S. Jordan & Evermann, 1902
- Pempheris orbis J. E. Randall & Victor, 2015[2]
- Pempheris ornata Mooi & R. N. Jubb, 1996
- Pempheris otaitensis G. Cuvier, 1831
- Pempheris oualensis G. Cuvier, 1831
- Pempheris pathirana J. E. Randall & Victor, 2015[2]
- Pempheris peza J. E. Randall & Victor, 2015[2]
- Pempheris poeyi T. H. Bean, 1885
- Pempheris rapa Mooi, 1998
- Pempheris rhomboidea Kossman & Räuber, 1877[8]
- Pempheris rochai J. E. Randall & Victor, 2015[2]
- Pempheris rubricauda J. E. Randall & Victor, 2015[2]
- Pempheris russellii F. Day, 1888[8]
- Pempheris sarayu J. E. Randall & Bineesh, 2014[7]
- Pempheris schomburgkii J. P. Müller & Troschel, 1848
- Pempheris schreineri A. Miranda-Ribeiro, 1915
- Pempheris schwenkii Bleeker, 1855
- Pempheris sergey J. E. Randall & Victor, 2015[2]
- Pempheris shimoni J. E. Randall & Victor, 2015[2]
- Pempheris shirleen J. E. Randall & Victor, 2015[2]
- Pempheris smithorum J. E. Randall & Victor, 2015[2]
- Pempheris tau J. E. Randall & Victor, 2015[2]
- Pempheris ternay J. E. Randall & Victor, 2015[2]
- Pempheris tilman J. E. Randall & Victor, 2015[2]
- Pempheris tiran J. E. Randall & Victor, 2015[2]
- Pempheris tominagai Koeda, Yoshino & Tachihara, 2014[9]
- Pempheris trinco J. E. Randall & Victor, 2015[2]
- Pempheris ufuagari Koeda, Yoshino & Tachihara, 2013
- Pempheris vanicolensis G. Cuvier, 1831
- Pempheris viridis J. E. Randall & Victor, 2015[2]
- Pempheris wilsoni J. E. Randall & Victor, 2015[2]
- Pempheris xanthomma J. E. Randall & Victor, 2015[2]
- Pempheris xanthoptera Tominaga, 1963
- Pempheris ypsilychnus Mooi & R. N. Jubb, 1996
- Pempheris zajonzi J. E. Randall & Victor, 2015[2]

## Galería

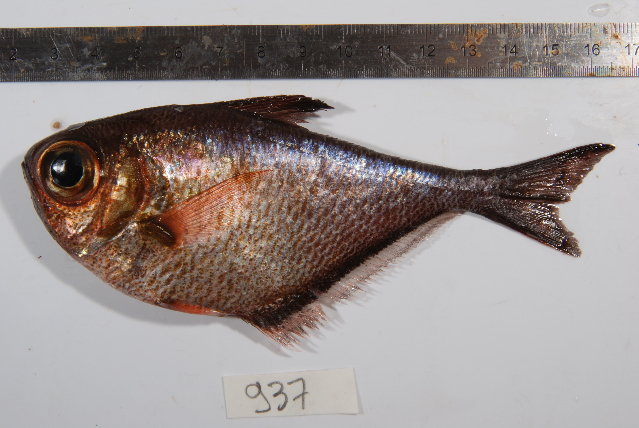
Pempheris adusta
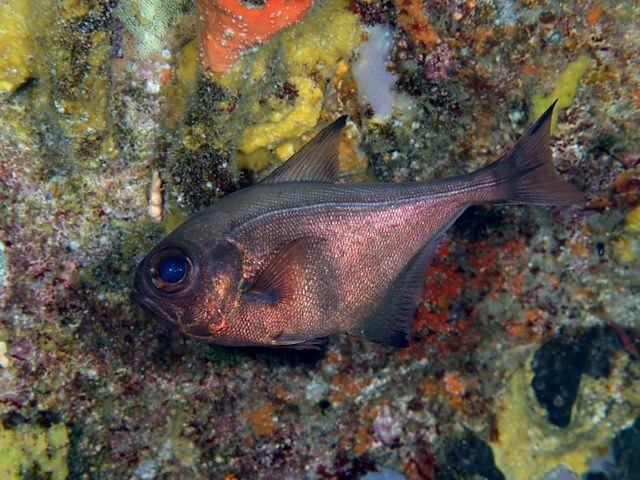
Pempheris japonica
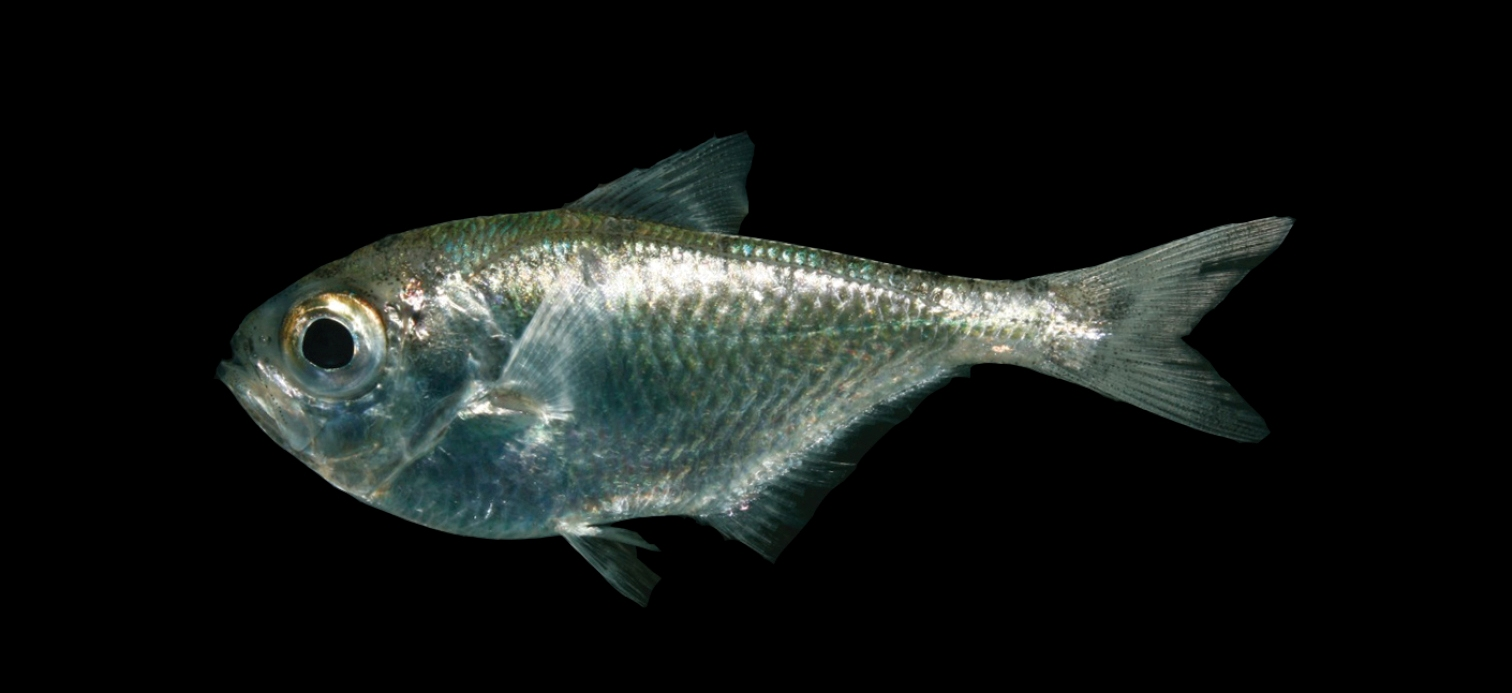
Pempheris gasparinii
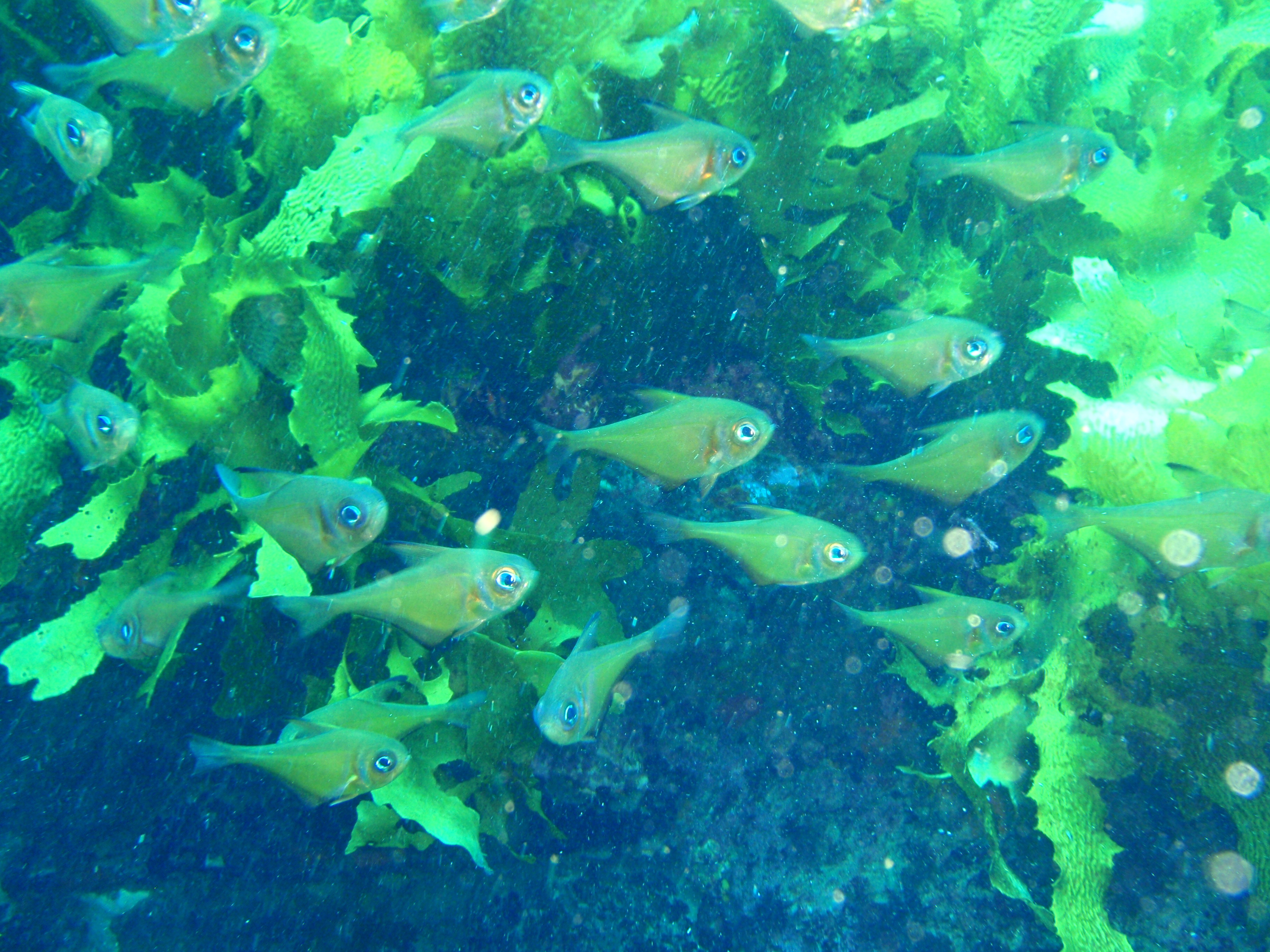
Pempheris klunzingeri
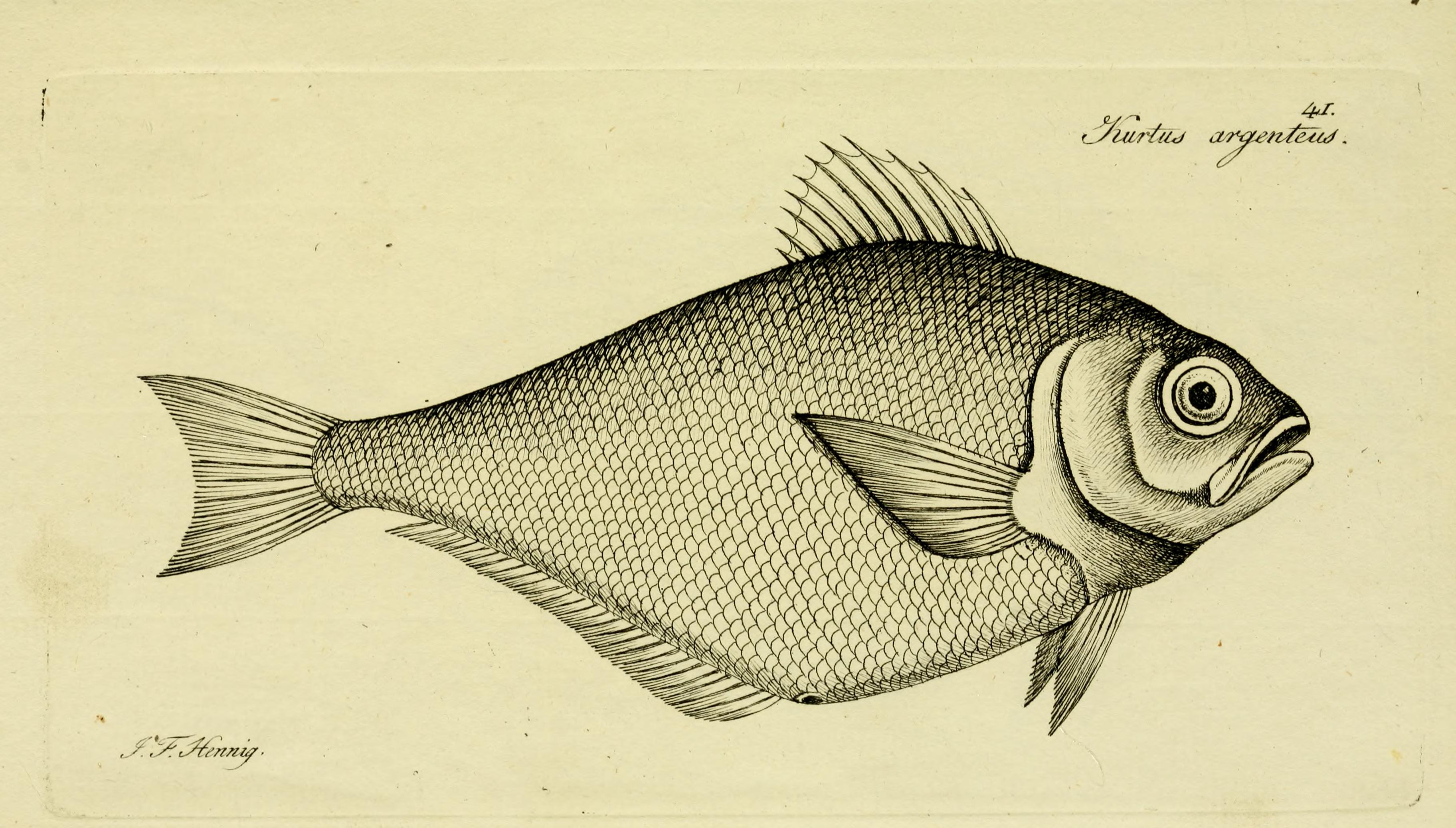
Pempheris compressa

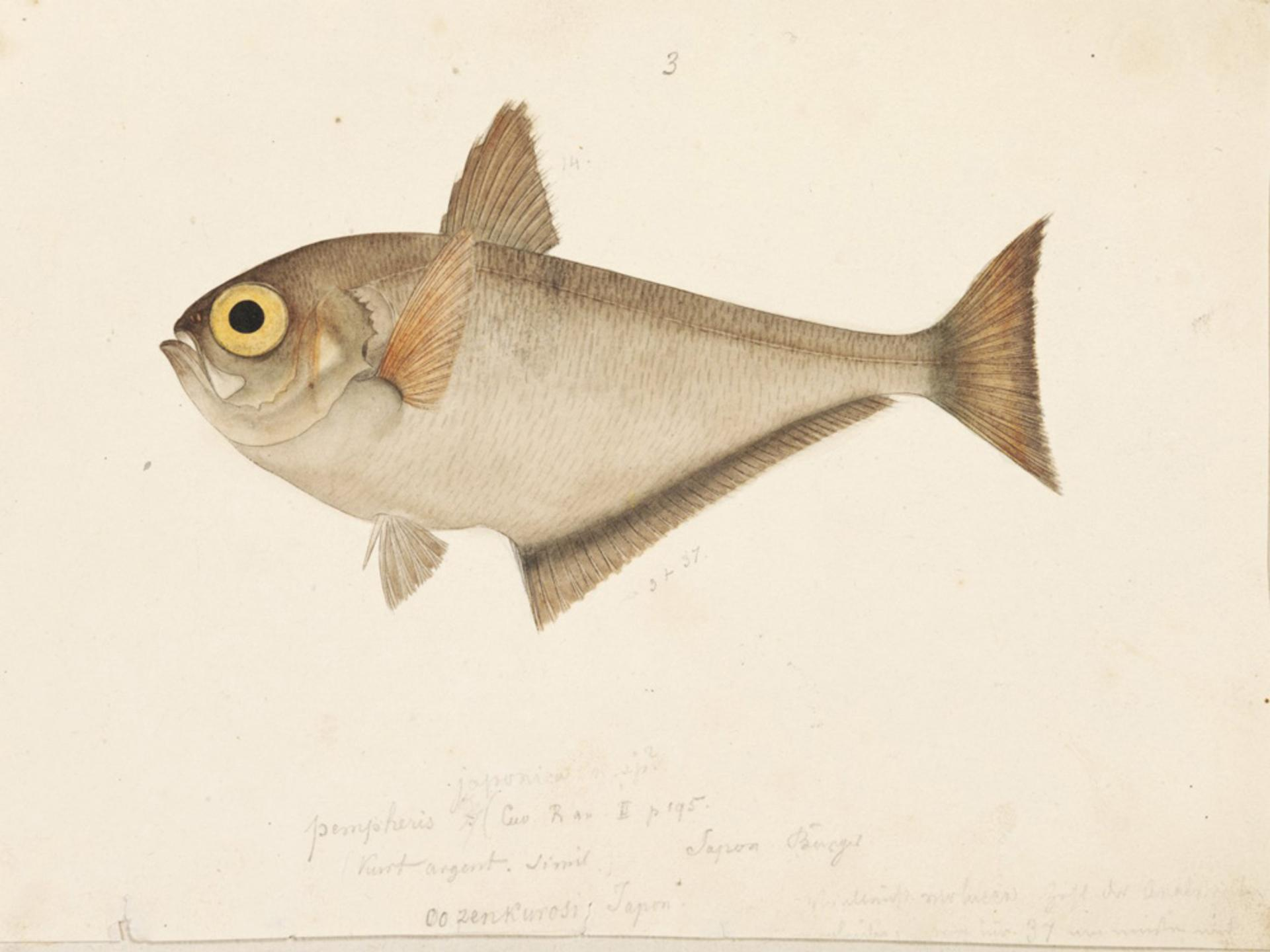
Pempheris xanthoptera
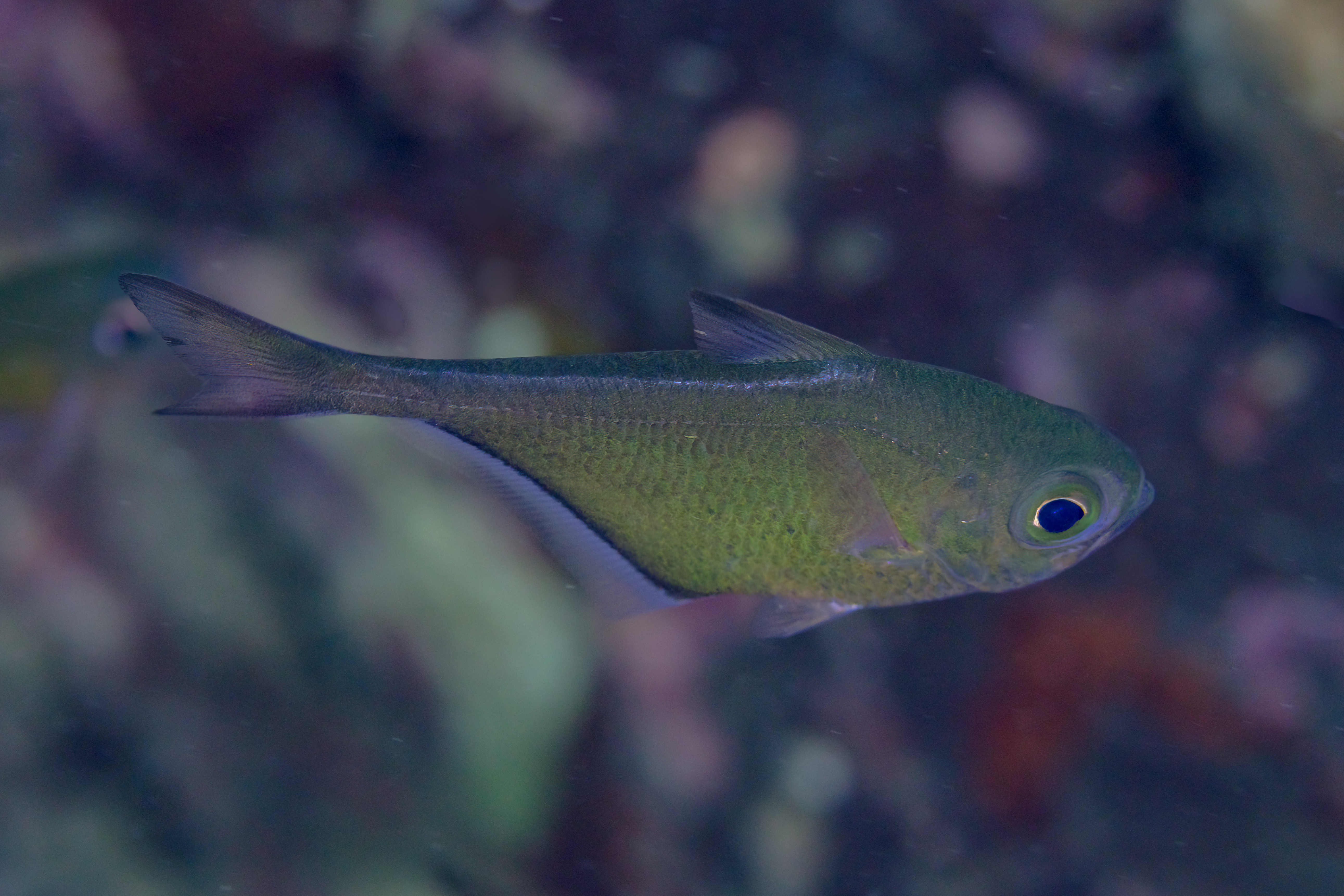
Pempheris vanicolensis
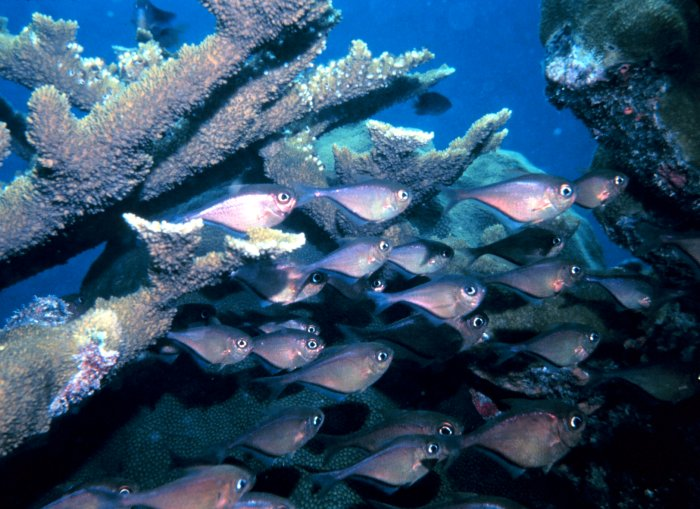
Pempheris schomburgkii
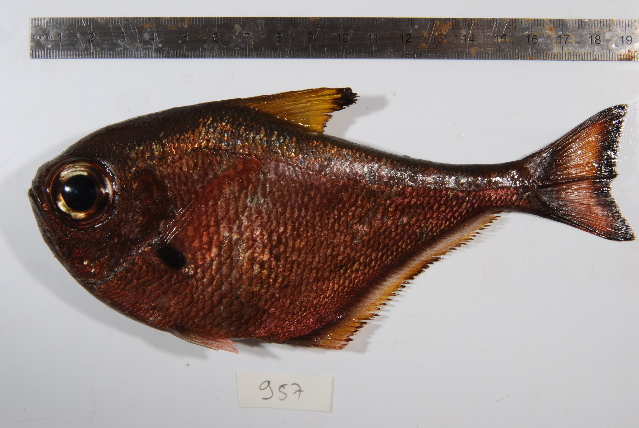
Pempheris oualensis
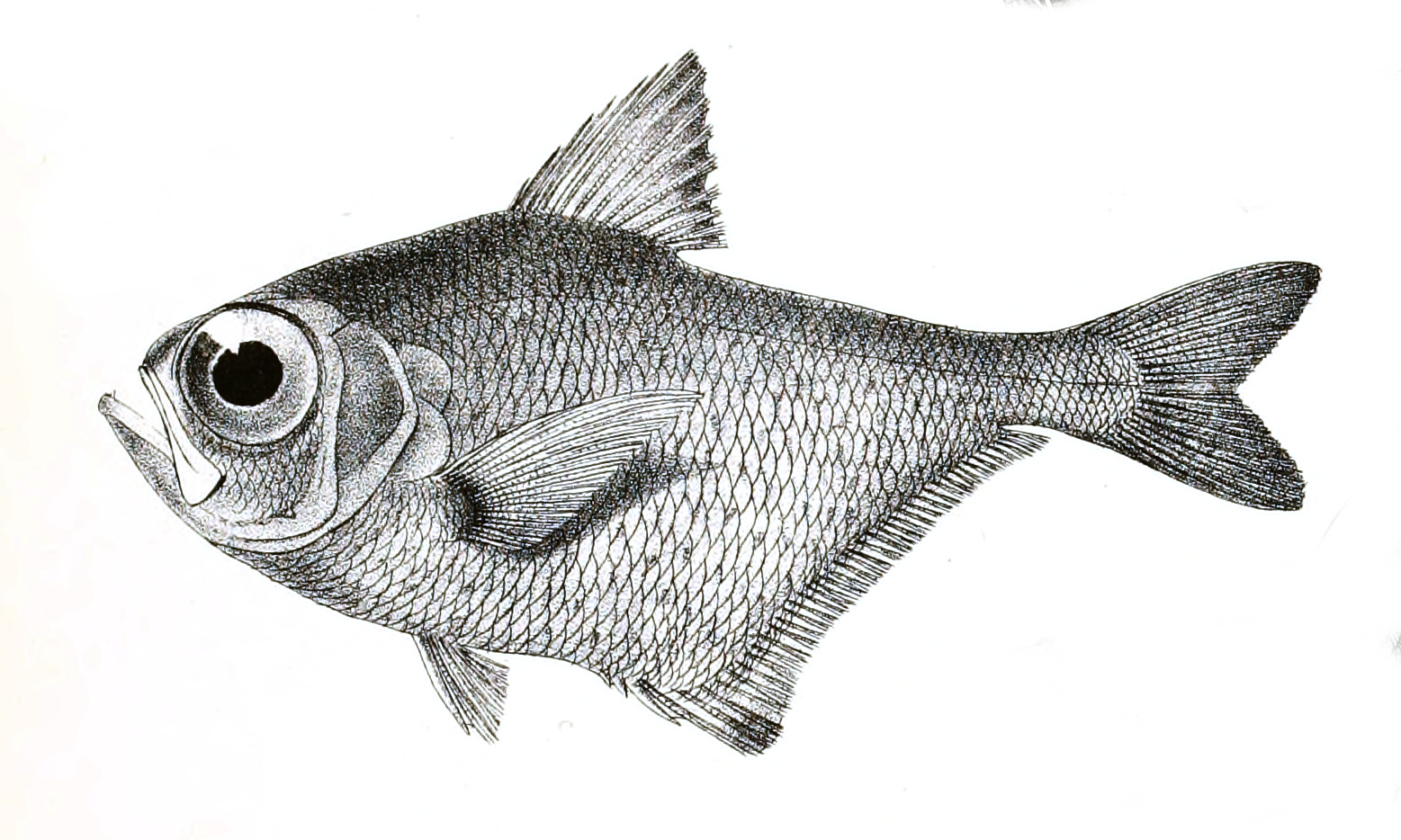
Pempheris molucca